# Üzümören, Pazar
Üzümören là một thị trấn thuộc huyện Pazar, tỉnh Tokat, Thổ Nhĩ Kỳ. Dân số thời điểm năm 2011 là 4.058 người.